# George Beurling
George Frederick Beurling, detto Buzz (Verdun, 6 dicembre 1921 – Roma, 20 maggio 1948), è stato un militare canadese.

## Biografia
George Frederick "Buzz" Beurling DSO, DFC, DFM & Bar, RCAF è stato l'asso dell'aviazione canadese nella seconda guerra mondiale con il maggior numero di abbattimenti. A seconda delle fonti, il numero delle sue vittorie aeree varia tra le 31 e le 31 1/3. Ma, in seguito a recenti ricerche, un quinto delle sue vittorie sembrano essere state esagerate, non hanno riscontri nei registri della Luftwaffe e della Regia Aeronautica o sono, in realtà, da attribuire all'efficace contraerea di Malta.
Era chiamato il "Falcone di Malta" o il "Cavaliere di Malta", avendo abbattuto 26 aerei dell'Asse in appena 14 giorni. Nove di questi erano italiani.
"Beurling aveva una sensibilità istintiva per gli aerei. Rapidamente si rendeva conto delle sue caratteristiche e dei suoi estremi. George Beurling era uno dei piloti più accurati che si fosse mai visto. Un paio di mani sensibili dava al suo volo una scioltezza inusuale in un pilota da caccia in tempo di guerra. La sua vista era assolutamente eccezionale e sparava solo se era sicuro di distruggere. Duecentocinquanta iarde era la distanza dalla quale preferiva tirare."
Prima di essere arruolato dalla RAF come sergente pilota nel 1942, aveva cercato di combattere per i cinesi contro i giapponesi, per i finlandesi contro i russi, e con la Royal Canadian Air Force.

## Servizio nella RAF
Alla fine, Beurling riuscì a farsi accettare dalla Royal Air Force: venne arruolato come Aircraftman di 2ª classe, numero 1267053. Giunse nella Operational Training Unit a Hawarden nel settembre 1941. Beurling dimostrò una notevole abilità nel volo e nell'addestramento. Ad Hawarden, finì sotto l'influenza dell'asso britannico James Harry Lacey, il cui totale di aerei abbattuti era di 27. 
Lacey commentò in seguito: "Non c'era possibilità di equivoci: era un meraviglioso pilota e un tiratore scelto anche migliore."
Questi due fattori, accoppiati con una vista eccezionale, furono la chiave dei suoi futuri successi, ma furono il frutto di un continuo impegno. Ad Hawarden si immerse nello studio del tiro con le armi da fuoco, della stima delle distanze, della balistica, della traiettoria curva dei proiettili, imprimendoseli nel suo subconscio finché volare e sparare per lui divennero una sola azione. e
A metà dicembre 1940 fu inviato a Hendon, Inghilterra, alla locale Initial Training Wing. Nella primavera del 1941 passò alla Elementary Training School No. 5 nelle Midlands. 
Beurling, a metà del dicembre 1941, veniva assegnato al 403 Squadron, che si era appena trasferito a North Weald, nell'Essex, con il grado di Sergente Pilota. Volò nella sua prima missione di combattimento a Natale del 1941, senza incontrare alcun velivolo tedesco. Beurling rimase con il 403° Squadron per quasi quattro mesi, compiendo missioni di scorta a bombardieri attraverso la Manica, inserito all'interno di massicce formazioni di Supermarine Spitfire. In un paio di occasioni il suo Squadron venne attaccato da caccia tedeschi ma lui non riuscì a sparare un solo colpo. Nella tarda primavera del 1942, il 403° Squadron diventò un'unità composta esclusivamente da piloti della Royal Canadian Air Force e Beurling, che era canadese, ma in servizio con la RAF, venne trasferito allo Squadron No. 41, in Sussex. Il primo maggio, durante la sua terza missione, una crociera offensiva su Calais, la sua squadriglia venne attaccata da cinque Focke-Wulf 190. Lui che, in quanto ultimo arrivato, volava in coda alla formazione, venne separato dai compagni e il suo Spitfire fu seriamente danneggiato. Metà delle sue armi vennero messe fuori uso. Con le restanti mitragliatrici riuscì comunque a colpire un FW 190 e l'aereo tedesco esplose in aria. Due giorni dopo, 3 maggio, ruppe la formazione per inseguire un altro solitario FW 190, che più tardi rivendicò come distrutto. Nel fare ciò, però, aveva disobbedito ai rigidi ordini che imponevano di mantenere la formazione. Fortemente criticato dagli altri piloti, per aver messo in pericolo l'intera squadriglia, compì altre tre infruttuose missioni. Entrato in urto con i superiori per il suo atteggiamento ribelle, si offrì volontario per un posto vacante oltremare. Si imbarcò e soltanto sette giorni più tardi, quando fu a Gibilterra conobbe la sua destinazione: Malta.

## Malta
È su Malta che George Beurling, diventa l'asso con maggior numero di vittorie del Canada, rivelandosi uno dei tiratori e dei piloti più abili dell'intera RAF. Si dice che Beurling debba il suo spettacolare successo ad un notevole buon occhio tanto quanto ad un combattimento violento. Se assalito alle spalle, egli tirava all'indietro la barra del suo Spitfire Mk VC così decisamente che l'aereo poteva entrare in un violento stallo, si rovesciava ed entrava in avvitamento. Questa era un'azione aggressiva, improvvisa e molto pericolosa da imitare per il caccia nemico in coda. Oppure Beurling poteva spingere sia alettoni che timone in una improvvisa e violenta virata, che portava lo Spitfire a rovesciarsi ed a cadere come un sasso. Soltanto un pilota molto esperto poteva tirare queste acrobazie più di una o due volte. Beurling ne aveva fatto una sorta di abitudine. Egli sapeva che lo Spitfire poteva essere tirato fuori da questo tipo di guai procurati e lo avrebbe portato a casa sano e salvo.

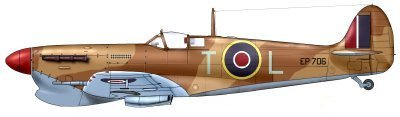
Lo Spitfire VC con cui Beurling ottenne la maggior parte delle sue vittorie

Beurling ebbe il suo battesimo del fuoco nel mattino del 12 giugno, quando, pilotando lo Spitfire BR170/C-25, con tre altri piloti del 249 Squadron, intercettava otto Messerschmitt Bf 109. Dichiarò di aver fatto saltare via la coda di uno dei caccia tedeschi, ma nessuno dei suoi compagni vide il Messerschmitt cadere al suolo, così gli fu accreditato soltanto un aereo danneggiato. Dopo quel combattimento, a partire dal 6 luglio, Beurling dava il via ad una serie di abbattimenti che non trovò eguali nel cielo di Malta e che gli valse in patria l'appellativo di "Falcone Maltese" e "Cavaliere di Malta" e che fece di lui, per un breve tempo, "l'eroe canadese più famoso della seconda guerra mondiale". Quel giorno "era a bordo di uno degli otto Spitfire che furono inviati ad intercettare tre bombardieri italiani Cant e trenta Macchi M.C.202, il caccia italiano più avanzato. Gli otto Spitfire, trovandosi sopra la formazione a 22.000 piedi, si tuffarono in picchiata sugli aerei italiani. Nel giro di pochi secondi, Beurling danneggiava un bombardiere con una raffica. Subito dopo era in coda ad un Macchi, il cui pilota (probabilmente il sergente maggiore Francesco Pecchiari del 51º Stormo), avvistando lo Spitfire, si era lanciato in picchiata. Il canadese inseguì la sua preda e, quando l'italiano uscì dalla picchiata a 5.000 piedi, Beurling lasciò partire una raffica di due secondi da 300 iarde. Fu un colpo perfetto.".
Subito dopo rivendicava l'abbattimento di un altro Macchi, ma sembra che la sua seconda vittima fosse il Reggiane del Sottotenente Romano Pagliani della 152ª Squadriglia che precipitò ed esplose vicino a Zejtun. Quel giorno Beurling dichiarò di aver abbattuto un terzo aereo, un Messerschmitt, colpito da una distanza di 800 iarde. La sua vittima fu quasi certamente il Fw Anton Engels del 1 Staffel, forse lo stesso aereo che era stato attaccato dal Pilot OfficerGlen e dal Flight Sergeant Dodd. Ma due colleghi di Engels dichiararono che il Bf 109 fu in realtà colpito, proprio sotto i loro occhi, dall'accurata artiglieria antiaerea di Malta. Così sembra possibile che la terza vittima di Beurling fosse un aereo non rientrato del II/JG53. In ogni modo, quel giorno gli vennero accreditate tre vittorie, nella sua prima battaglia aerea su Malta. 
Sebbene non si fosse reso conto che gli avessero sparato, quando Beurling ispezionò il suo Spitfire, a Takali, lo trovò crivellato di pallottole.".
Il 12 luglio 1942 il tenente colonnello Aldo Quarantotti decollava su un Reggiane Re.2001 della 150ª Squadriglia Caccia, con il tenente Carlo Seganti (un asso, con cinque abbattimenti accreditati), alla ricerca del tenente Francesco Vichi, scomparso mentre uno Spitfire lo inseguiva, al ritorno da una missione su Malta. Mentre volavano bassi sul mare, i due Reggiane venivano avvistati da Beurling e dal suo comandante, Flg. Off. Hetherington, del 249° Squadron, a loro volta alla ricerca del collega Berkeley-Hill che non era rientrato da una missione precedente. 
Coperto da Hetherington che volava un po' più in alto, Beurling, con il suo Spitfire BR565/U, si portò alle spalle dei due velivoli italiani: "Sparai una raffica di un secondo sull'aereo più arretrato che si incendiò e precipitò subito", ricordava più tardi Beurling. "Poi mi avvicinai con un angolo di 15° al caccia di testa, fino a circa 30 metri. Potevo vedere ogni dettaglio del viso del pilota, si voltò verso di me proprio mentre lo inquadravo e sparavo. Un colpo di uno dei miei cannoncini lo decapitò e lui cadde in mare come il suo collega. Dal primo colpo sparato al primo aeroplano, erano trascorsi non più di sei o sette secondi." Il tenente colonnello Aldo Quarantotti e il tenente Carlo Seganti furono insigniti di Medaglia d'oro al valor militare "alla memoria". 
Due giorni dopo, il 14 luglio, rischiò a sua volta di essere abbattuto: mentre attaccava una formazione di Macchi 202 500 piedi sotto di lui, venne a sua volta attaccato. "Tre Messerschmitt e due Reggiane sbucarono dal sole da angoli opposti, chiudendo su di me. Dovevo decidere quale direzione prendere così lasciai che mi sparassero i Reggiane, che avevano meno potere di fuoco dei Messerschmitt. Quei bastardi crivellarono di colpi il mio vecchio Spit!".
Il 23 luglio, decollato con altri sette piloti del 249 Squadron, dichiarò di aver fatto saltare di netto l'ala a un Reggiane, dopo un lungo combattimento aereo. In realtà, l'unica perdita italiana fu quella del Sergente Maggiore Bruno Di Pauli della 151ª Squadriglia. Ma il pilota della Regia Aeronautica dichiarò di essersi lanciato dopo che il suo Macchi 202, che era stato danneggiato dalla contraerea maltese, perdeva potenza e solo quando si rese conto di essere seguito da sei Spitfire che non avevano ancora aperto il fuoco.
Il lunedì 27 luglio 1942, fu, per Beurling "il giorno più grande". Ai comandi di un Supermarine Spitfire Mk V BR301, contrassegnato dalla sigla UF-S, faceva letteralmente saltare in aria, da grande distanza, il "Folgore" di uno dei migliori piloti, non solo italiani, del conflitto, l'asso Furio Niclot Doglio. Istanti prima di Niclot, capitano del 20º Gruppo, Beurling aveva abbattuto il 202 del sergente Faliero Gelli, del 150º Gruppo, pilota con tre abbattimenti al suo attivo. "Mentre si avvicinavano a Malta, Gelli scopriva che il suo nuovo gregario (alla sua prima missione di guerra) era scomparso. Ingenuo di uno sciocco, Gelli diceva a se stesso, proprio mentre sperimentava una nuova ma immediatamente riconoscibile sensazione. Il suo caccia stava oscillando violentemente. Pezzi di ala volavano da ogni parte e fumo nero usciva copiosamente dal cofano motore. Era a 25.000 piedi, immediatamente lanciò il suo aereo in picchiata. Quando richiamò, si trovava su Gozo, la seconda più grande isola a nord di Malta. Sorvolava proprio Vittoria, la sua capitale, così basso sul terreno che il tetto di una chiesa sfiorò la sua ala sinistra. Secondi dopo impattava in un campo roccioso appena fuori dalla città.".
Beurling centrò il Macchi di Gelli, prima ancora di essere avvistato. E la stessa sorte dovette subire anche il suo comandante, Niclot Doglio. Intento a manovrare per attaccare dal basso altri Spitfire in arrivo "a ore 12" non si avvide dell'attacco laterale portato dall'asso canadese che centrò il "Folgore" del capitano della 151ª Squadriglia con numerosi colpi dei cannoncini da 20 millimetri Hispano-Suiza. "Quel povero diavolo semplicemente saltò in pezzi."
Niclot, prima della guerra, deteneva ben sette record mondiali di volo, ed era un asso con sette abbattimenti accreditati, sei dei quali Spitfire (altri due abbattimenti li aveva ottenuti in collaborazione con il suo gregario, Ennio Tarantola), tutte vittorie aeree conseguite nelle quattro settimane di combattimenti sull'isola-fortezza. Beurling, accompagnato da un agente dell'Intelligence, andò a incontrare Gelli che disse di chiamarsi Cino Valentini, o così capì il pilota canadese. 
"L'Eyetie (I T,iniziali di "Italian", in gergo, ndr) si trovava nell'aeronautica italiana dal 1936 e negli ultimi cinque mesi in Sicilia, durante i quali aveva abbattuto tre Spitfire. Mi chiese che cosa pensassi dei piloti italiani e io risposi: "Molto bravi, ma la vostra tattica non è buona!" Mi chiese che cosa volessi dire e io replicai: "Bene, intanto le vostre formazioni sono troppo strette. Dovete passare davvero tanto tempo a concentrarvi nella formazione, e nell'evitare la scia dei vostri compagni e le punte delle loro ali, così non avete possibilità di guardarvi intorno." Valentini rispose che era quello che insegnavano nell'aeronautica italiana, intendendo che andava bene così. Credo che pensasse che io non sapevo quello di cui stavo parlando. Per lui ero solo un tipo che aveva avuto abbastanza fortuna da abbattere un vero pilota."
Prima di Niclot e Gelli, Beurling aveva già abbattuto il sergente maggiore Francesco Pecchiari, il sottotenente Romano Pagliani e il sergente maggiore Francesco Visentin, veterano del Corpo Aereo Italiano in Belgio nel 1940.
Gli Eyetiis sono più facili da abbattere dei tedeschi. Sì, sono abbastanza coraggiosi. A dire il vero, penso che abbiano più coraggio dei Tedeschi, ma le loro tattiche non sono altrettanto buone. Sono ottimi volatori, ma cercano di fare acrobazie e looping e non smettono anche quando la situazione è a loro sfavorevole, mentre i Tedeschi, nei loro panni, sarebbero già scappati.
I Jerries (i Tedeschi, in slang, ndr) sono probabilmente nel complesso piloti migliori degli italiani, ma certamente loro lasciano gli italiani a combattere quando le cose vanno male. Quando faremo i conti finali spero che qualcuno tenga in considerazione questo aspetto."
Beurling era uno dei pochi piloti nella RAF a padroneggiare il "deflection shot", il tiro "curvo", a distanza e - quindi con il calcolo dell'"anticipo" - di bersagli in rapido movimento. Quello stesso giorno rivendicò l'abbattimento di due Messerschmitt Bf 109, incluso quello del tenente Karl-Heinz Preu del Geschwaderstab./JG.53, un asso con 8 (secondo altri autori 5) abbattimenti. 
George "Buzz" Beurling, per i successi di quel giorno, ottenne la Distinguished Flying Medal.
Ma alcune delle sue vittorie sembrano non essere confermate da successive verifiche. L'abbattimento di Preu, ad esempio, è dubbio: secondo lo storico tedesco Jochen Prien, autore del suo ponderoso volume "Geschwader 53", Preu venne abbattuto ed ucciso dalla contraerea sopra Valletta.
Il 26 settembre, poi, decollò con altri 11 Spitfire. Si scontrò con una dozzina di Bf 109 a 30 miglia a nord-est di Zonqor Point. Beurling dichiarò di aver "disintegrato" un primo Messerschmitt, averne mitragliato un secondo e colpito un terzo che "avvolto dalle fiamme, picchiò verticalmente precipitando in mare", mentre il pilota si lanciava con il paracadute. Ma due di queste vittime sembrano essere state, in realtà, due caccia tedeschi che, seppure danneggiati, riuscirono a tornare alla base. E il terzo potrebbe essere stato quello pilotato dall'Obwf Kurt Gorbing (White 11/10551) del 2 Staffel che compì un atterraggio di fortuna e morì poco dopo. 
Un'altra sua giornata di vittorie aeree su Malta viene considerata il 10 ottobre. Quel giorno, il pilota canadese stava provando in volo lo Spitfire (EP706/T-L) quando fu indirizzato dagli operatori radar a intercettare due Bf 109, che volavano affiancati a 300 metri di quota su Filfla. Beurling dichiarò di aver colpito l'aereo di sinistra al motore e che questo fece un atterraggio di emergenza sull'isola, rovesciandosi poi sul dorso. "Il secondo virò verso il mare e poi tornò verso Filfla. Allora lo colpii al serbatoio e l'aereo esplose, con tutto il pilota." Ma in realtà non ci sono riscontri di atterraggi di emergenza di Messerschmitt né, alla data del 10 ottobre 1942, alcuna perdita da parte tedesca. Gli abbattimenti gli vennero allora accreditati e queste due vittorie portarono il totale degli aerei distrutti dal pilota canadese su Malta a 21, più un altro in collaborazione con due piloti. Nel mattino del 13 ottobre, il Plt Off Beurling, ai comandi dello Spitfire BR173/T-D, attaccava con il suo 249 Squadron una formazione di Ju 88, scortati da 30 Bf 109, tre miglia a nord di Saint Paul's Bay. Dichiarò di aver colpito un bombardiere, dopo un Bf 109 che fece esplodere in fiamme. Pochi secondi dopo sparò a un secondo Messerschmitt, senza però osservare alcuno colpo andare a bersaglio. "Ma il pilota si lanciò con il paracadute." E sei giorni dopo, il 16 ottobre, a Beurling venne conferita la Distinguished Flying Cross.

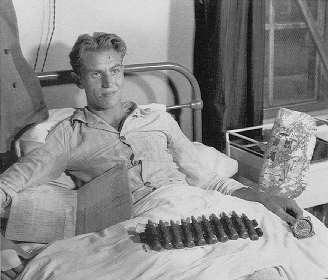
Beurling in ospedale dopo essere stato abbattuto

Ma "Screwball", come qualcuno lo chiamava a Malta per via di un'imprecazione che era solito usare, non era invincibile. Su Malta fu abbattuto quattro volte.
Il 14 ottobre 1942 (il suo ultimo volo su Malta), Beurling decollò con altri sei piloti del suo 249º Squadron, per intercettare un raid di Ju88, con una scorta di 60 Bf 109, Macchi 202 e Reggiane 2001, giunto alle 13.10. Gli Spitfire attaccarono la vasta formazione di aerei dell'Asse appena a sud di Zonqor Point. "Il falcone di Malta" mitragliò un bombardiere – che dichiarò abbattuto - ma fu colpito dal mitragliere dello Junker: "Mi fece almeno 30 buchi." Dichiarò di aver danneggiato subito dopo un Messerschmitt e di aver fatto saltare alla radice l'ala sinistra di un altro Bf 109. Pochi secondi dopo, un altro caccia tedesco lo colpì da sotto. Beurling fu ferito al tallone, al gomito e alle costole. Riuscì a fatica a lanciarsi con il paracadute. Cadde in mare dove venne recuperato. Durante questa azione in realtà nessun caccia tedesco venne distrutto in volo. Soltanto uno venne danneggiato in combattimento e dovette compiere un atterraggio di emergenza a San Pietro, in Sicilia. Beurling fu probabilmente abbattuto dall'Obfw Riker del 4/JG53 o dal Ltn Karl von Lieres del 2/JG27 (a cui venne accreditata la 26ª vittoria). La Luftwaffe in questo incontro non perse alcun caccia, soltanto un Bf 109 del I/JG53 rientrò danneggiato alla base, e il suo pilota, l'Obfw Josef Ederer dovette compiere un atterraggio di emergenza a Sa Pietro. Anche dei sette JU88 dichiarati abbattuti dalla RAF in realtà solo uno non rientrò alla base. Beurling, ferito seriamente dalle schegge, si gettò con il paracadute. Ammarò e salì sul suo canotto gonfiabile. Il servizio di salvataggio di Malta accorse subito in suo aiuto, trovandolo più preoccupato di ritrovare la piccola bibbia che gli aveva donato sua madre che delle sue ferite, tra cui quella al tallone appariva particolarmente grave.

## Dopoguerra
Alla fine della guerra il suo totale era salito a 31 1/3. Dopo il conflitto, non seppe adattarsi alla vita civile e si ridusse a mendicare per le strade di Montréal. Morì nell'incendio di un aereo canadese ad elica (Noorduyn Norseman), insieme a un altro ex pilota RAF, Leonard Cohen, durante un atterraggio all'aeroporto dell'Urbe di Roma. Aveva 26 anni e oltre 4.000 ore di volo. I suoi resti erano irriconoscibili. Quello sull'aeroporto romano tra la via Salaria e il Tevere, era il suo decimo atterraggio di fortuna. Beurling era in attesa di andare a pilotare P-51D Mustang in Israele, per la guerra arabo-israeliana, per questo si parlò di un possibile sabotaggio, di cui non si trovarono mai le prove. Il "Falcone Maltese" fu portato all'obitorio dell'ospedale di Santo Spirito. Al suo funerale non presenziarono né la compagna (Vivi Stokes) né la famiglia, né i suoi amici. La sua bara, dopo essere rimasta insepolta in un magazzino del Cimitero Monumentale del Verano, per tre mesi, non avendo nessuno reclamato la salma per la sepoltura, fu fatta interrare dalla vedova nel Cimitero Protestante della Piramide Cestia, vicino alle sepolture di John Keats and Percy Bysshe Shelley. Ma due anni e mezzo dopo, il 9 novembre 1950, i resti mortali di Beurling (e di Leonard Cohen) furono portati in Israele, ad Haifa. La bara, drappeggiata con il blu e il bianco della bandiera israeliana, fu esposta in una vicina base dell'aeronautica israeliana, mentre una guardia d'onore le rendeva omaggio. Durante il lungo funerale per le strade di Haifa, aerei militari israeliani sorvolarono il feretro per un estremo saluto. Infine, i resti di Beurling furono reinterrati nello Zahal Cemetery, ai piedi del Monte Carmelo. La sua tomba è contrassegnata, così come le altre, soltanto da nome, numero di serie e grado: per Beurling, quello di Segen, capitano, in ebraico.
Dopo la sua morte, in un libro dello scrittore francese Antoine de Saint-Exupéry, 
anch'egli affascinato - come Beurling - dalla libertà del volo, fu ritrovata, da lui sottolineata, la seguente frase: "Odio questo secolo con tutto il mio cuore. Un uomo può morire di sete in esso."
"A Verdun l'unico ricordo del suo famoso figlio è il boulevard che porta il nome di Beurling."